# Soort
Een soort is in de biologie een elementaire taxonomische rang bij de indeling van de levende natuur (taxonomie). Een veelgebruikte definitie is dat een soort bestaat uit alle individuen die zich onder natuurlijke omstandigheden (dus zonder menselijk ingrijpen) onderling kunnen voortplanten, en daarbij vruchtbare nakomelingen voortbrengen. De individuen binnen een soort vertonen morfologische en genetische overeenkomsten, maar ook onderlinge verschillen (natuurlijke variatie), zoals kleurvarianten, verschillen in afmeting of variatie in gedrag. 
Soorten worden altijd in een geslacht geplaatst, en verwante soorten bij elkaar in hetzelfde geslacht. Een soort kan worden onderverdeeld in verschillende ondersoorten en deze weer in variëteiten, op grond van kleine, minder belangrijk geachte verschillen. Het ontstaan van nieuwe soorten uit bestaande, de soortvorming of speciatie, wordt onderzocht in het vakgebied van de evolutiebiologie.
De afgrenzing van een soort tegenover andere soorten is tot op zekere hoogte arbitrair, omdat dat voor een deel afhangt van het oordeel van de onderzoekende specialist. Behalve morfologische en anatomische kenmerken worden bij niet-fossiele organismen ook andere kenmerken gebruikt om verwantschap te bepalen, zoals de onderlinge kruisbaarheid, en de volgorde van aminozuren in eiwitten of van de basen in DNA en RNA. DNA en RNA zijn te vinden in de celkern, in mitochondriën, in plastiden en in de ribosomen in het cytoplasma. In de paleogenetica worden monsters van fossiele resten van organismen onderzocht op DNA en RNA. 

## Historische ontwikkeling van het soortconcept

### Tot circa 1800
In de vroegste wetenschappelijke werken was een soort een groep nagenoeg identieke organismen die in een of meer duidelijk waarneembare kenmerken verschilden van andere organismen; er werden geen groepskenmerken expliciet gemaakt.
John Ray was in 1686 de eerste bioloog die, in zijn Historia plantarum, een werkbare definitie van het concept soort formuleerde:

Over de verschillende soorten (zoals ze dat noemen) van planten
Teneinde het aantal planten te kunnen bepalen, en er een goede indeling van te maken, is het noodzakelijk dat we een of andere eigenschap zoeken die een onderscheidend kenmerk is van soorten (zoals ze dat noemen). Maar hoewel wij er lang en veel naar hebben gespeurd, deed er zich geen enkele zekerder eigenschap voor dan de kenmerken die voortgeplant worden door het zaad. Op welke wijze er derhalve ook verschillen uit dezelfde zaden tevoorschijn komen, hetzij in een eenling, hetzij in een soort van planten, die zijn toevallig en niet soortbepalend. Zij planten namelijk hun kenmerken niet opnieuw uit het zaad voort. ...
Want zij die in onderscheidende kenmerken van elkaar verschillen, houden altijd die onderscheidende kenmerken, en deze komen niet voort uit het zaad van de andere, of vice versa.
— John Ray, 1686

Dit concept gaat ervan uit dat een soort een eenheid is waarvan bij reproductie de kenmerkende eigenschappen in dezelfde gedaante opnieuw tevoorschijn komen. Ray zegt niets over het al dan niet kruisbaar zijn van deze soorten en of ze bij kruising al dan niet vruchtbare nakomelingen voortbrengen.

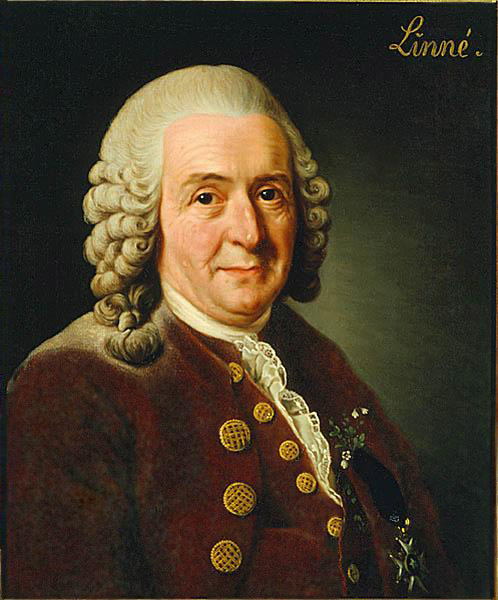
Carl Linnaeus (1707 - 1778)

In de achttiende eeuw plaatste Linnaeus organismen in een schema op basis van de vorm (bij planten aanvankelijk die van hun reproductie-organen). Hoewel hij organismen indeelde op basis van overeenkomst in vorm, postuleerde hij nog geen verwantschap tussen op elkaar gelijkende soorten. De benadering was idealistisch: van iedere soort bestaat een ideale vorm. Hoewel er altijd verschillen bestaan (hoe klein ook soms) tussen individuen, beschouwde Linnaeus deze variatie als problematisch. Hij streefde ernaar om individuen te vinden die volgens hem typisch waren voor de soort. Exemplaren die minder aan het stramien voldeden vond hij afwijkend en onvolmaakt. 
In de achttiende eeuw werd nog algemeen aangenomen dat er geen gemeenschappelijke voorouders bestonden, hoeveel sommige soorten organismen ook op elkaar mochten lijken; iedere soort was opzichzelfstaand geschapen door God, een gezichtspunt dat tegenwoordig creationisme wordt genoemd.
Tegen de negentiende eeuw waren de meeste biologen tot het inzicht gekomen dat soorten in de loop van de tijd kunnen veranderen, en dat de aarde al lang genoeg bestond om belangrijke veranderingen mogelijk te maken. Het probleem verschoof nu meer naar hoe een soort dan wel kon veranderen in de loop der tijd. Lamarck opperde dat een organisme een verworven kenmerk door kon geven aan de volgende generatie. Stel bijvoorbeeld dat een dier zijn nek herhaaldelijk uitrekt om bij hogere bladeren in een boom te kunnen: de langere nek die het hierdoor heeft ontwikkeld zou dan volgens zijn theorie doorgegeven kunnen worden aan het nageslacht. Dit bekende en simplistische voorbeeld doet overigens geen recht aan de diepte en subtiliteit van Lamarcks ideeën hierover.

### Lamarck en Darwin
Lamarcks belangrijkste inzicht was wellicht dat soorten aan verandering onderhevig zijn; zijn werk uit 1809, Zoölogische filosofie, bevat een van de eerste logische ontkrachtingen van het creationisme. Nadat Charles Darwin op het toneel verscheen raakten de theorieën van Lamarck in de vergetelheid. Pas in de late 20e eeuw werden zijn ideeën opnieuw onderzocht en kregen ze een plaats in de moderne theorie van de adaptieve radiatie. Verder bleek sinds de jaren 1990 steeds meer dat epigenetische processen de structuur van het DNA van een organisme kunnen veranderen. Zo werd rond de eeuwwisseling DNA-methylering ontdekt, een proces waarbij bepaalde stoffen aantoonbaar in staat zijn het DNA van menselijke lichaamscellen te veranderen. 
Darwin en Alfred Wallace stelden de evolutietheorie op, die de basis voor de moderne biologie vormt. Volgens Darwin zijn het de populaties die evolueren, niet de individuen. Zijn argument berust op een beschouwingswijze die ten opzichte van Linnaeus' radicaal nieuw was: in plaats van soorten te definiëren aan de hand van een ideale vorm en van dat ideaal een voorbeeld te zoeken, beschouwde Darwin variatie tussen individuen als een natuurlijk gegeven. Verder redeneerde hij dat dergelijke variatie voor de populatie een goede zaak is, in plaats van een hinderlijk en problematisch verschijnsel.
In het voetspoor van Thomas Malthus redeneerde hij dat een populatie ertoe neigt omvangrijker te worden dan de bestaansbronnen toelaten, en dat sommige individuen zullen sterven zonder zich voort te planten. Darwin redeneerde dat de organismen die sterven zonder zich voort te planten minder goed toegerust zijn voor de strijd om het bestaan, en dat organismen die zich in een bepaalde omgeving weten voort te planten, doorgaans ook het best aangepast (fittest) zijn aan die omgeving. Variatie tussen leden van een soort is belangrijk, omdat verschillende, en veranderende, leefomgevingen verschillende eisen stellen. Er bestaat derhalve, in weerwil van Linnaeus, geen ideale vorm; of een vorm voldoet of niet hangt af van de context van de leefomgeving.
Overlevende organismen geven geen verworven, maar hun overgeërfde eigenschappen door aan het nageslacht. Daarbij bepaalt het leefmilieu welke organismen van een bepaalde soort de kans krijgen zich voort te planten, en daarmee dus welke eigenschappen van de soort bewaard blijven of worden overgeërfd. Dit gegeven is het principe van Darwins theorie van evolutie via natuurlijke selectie. In een populatie hebben bijvoorbeeld sommige dieren langere, en sommige kortere nekken. Als alle blaadjes hoog groeien zullen de dieren met korte nekken doodgaan; die met lange nekken zullen gedijen. Dergelijke processen kan men tegenwoordig gemakkelijk observeren bij het ontstaan van resistente bacterie-stammen. De ontwikkeling van de genetica heeft, vele jaren na Darwin, laten zien door welke mechanismen variabiliteit binnen de soort ontstaat, en hoe zulke kenmerken van generatie op generatie worden doorgegeven.
De biologische theorie van de evolutie der soorten middels natuurlijke selectie heeft belangrijke gevolgen, die het soortbegrip en de onderliggende aannames van het taxonomisch systeem van Linnaeus fundamenteel ondergraven. Alle nu levende en onderzochte organismen delen met elkaar dezelfde genetische code (het DNA-molecule), wat erop wijst dat ze afstammen van één gemeenschappelijke aartsouder, zoals Darwin al postuleerde.
Hierdoor zijn soorten geen homogene, vaste en onveranderlijke groepen meer; alle leden van een soort zijn verschillend en met de tijd veranderen soorten. Soorten kunnen dan niet meer duidelijk afgegrensd worden maar zijn slechts een gemiddelde van een constant veranderende serie genfrequenties. Linnaeus' systeem kan nog steeds worden gebruikt om individuen in groepen te plaatsen, maar die groepen zijn niet langer permanent en onveranderlijk.
Het ontstaan van een nieuwe soort uit een afstammingslijn heet het soortvormingsproces. Dit proces verloopt gewoonlijk in kleine stapjes, er is geen duidelijke lijn die een voorouderlijke soort van een daarvan afstammende soort afgrenst.
De soortclassificatie is ingrijpend veranderd door technologische vooruitgang, waardoor het mogelijk werd verwantschap te definiëren in termen van genetische overeenkomst. Dit moleculair genetisch onderzoek aan het DNA heeft tot een ware omwenteling geleid, in het omgooien van enorme delen van de fylogenetische stamboom. Een mooi voorbeeld daarvan is de stamboom van de vogels die sinds de jaren 1990 grondig is gewijzigd.
Het huidige wetenschappelijke soortbegrip laat geen eenduidige manier toe om in alle gevallen onderscheid tussen soorten te kunnen maken. Desondanks blijven biologen op zoek naar manieren om het taxonomische onderscheid tussen soorten mogelijk te maken.

## Nadere beschouwing van het soortbegrip

### Verschillende definities
Het soortbegrip is een van de centrale concepten in de biologie en een groot aantal verwante vakken. Desondanks is het niet scherp gedefinieerd, en onderwerp van discussie. Enkele manieren om een soort te definiëren zijn:
- De morfologische soort. Een morfologische soort is een verzameling organismen die een vergelijkbare, specifieke vorm hebben. Men onderscheidt bijvoorbeeld een eend van een kip omdat ze (onder andere) verschillend gevormde snavels hebben en de eend zwemvliezen heeft. Op deze manier werden soorten al in de prehistorie, voor het begin van de geschreven geschiedenis, mondeling gedefinieerd. Het uitgangspunt is daarbij dat vormverwantschap duidt op bloedverwantschap, op het hebben van gemeenschappelijke voorouders. Hoewel er kritiek mogelijk is op het morfologische soortconcept, is dit concept, met name in de paleontologie en in plantkunde, het meest gebruikte en soms het enige concept.

- De biologische soort. Een biologische soort is een verzameling organismen, die onder natuurlijke omstandigheden tot geslachtelijke voortplanting komen en daarbij vruchtbare nakomelingen kunnen produceren. Dit is meestal de nuttigste definitie voor levende gewervelde dieren, zoals zoogdieren, vissen en vogels. De definitie is echter niet van toepassing op organismen die zich niet seksueel voortplanten.

Er moet onderscheid gemaakt worden tussen de theoretische mogelijkheid tot onderlinge voortplanting en het daadwerkelijke optreden van genenoverdracht.
Zo is het bijvoorbeeld mogelijk een paard met een ezel te kruisen en nakomelingen (muildieren of muilezels) te krijgen. Om twee redenen worden paard en ezel toch niet als één soort beschouwd:
1. paarden en ezels zullen normaliter in het wild niet kruisen en
2. de nakomelingen zijn maar heel zelden vruchtbaar.

Het belangrijkste kenmerk van een biologische soort is dat de genenoverdracht plaatsvindt binnen de soort en dat er geen significante genenoverdracht optreedt met groepen buiten de soort.
- De fylogenetische soort. Een fylogenetische of evolutionaire soort is de kleinst mogelijke verzameling van organismen met een gemeenschappelijke voorouder. De soort heeft een afstammingslijn die in tijd en plaats verschilt van andere afstammingslijnen. Op een bepaald moment in de geschiedenis van een dergelijke afstammingslijn kunnen divergerende zijlijnen ontstaan. Als een zijlijn zich duidelijk onderscheidt, worden de twee afstammingslijnen beschouwd als twee afzonderlijke populaties en verder als aparte soorten gezien. Op deze manier is bijvoorbeeld een verschil in DNA-sequenties de reden waarom er onder de in Afrika voorkomende olifanten nu twee soorten worden onderscheiden.[6]

Er zijn overigens nog 20 andere definities mogelijk. Al deze definities moeten worden beschouwd als veronderstellingen (hypotheses) over de evolutionaire afstamming en afgrensbaarheid van een verzameling organismen. Naarmate meer informatie beschikbaar komt, kan het nodig zijn het oordeel te herzien. Door de vorderingen die de moleculair genetische onderzoektechnieken de laatste decennia hebben geboekt en nog steeds boeken, is er een grote hoeveelheid nieuwe informatie beschikbaar gekomen om de overeenkomsten en verschillen tussen soorten te kunnen beoordelen. Veel populaties die voorheen als aparte soorten werden beschouwd worden nu tot een enkele biologische groep gerekend, en veel groepen die vroeger als een eenheid werden beschouwd zijn nu opgesplitst. Bij hogere rangen in de taxonomie zijn de verschillen nog veel ingrijpender zichtbaar.

### Soorten onderscheiden en het soortvormingsproces
De ideeën van de evolutiebioloog Ernst Mayr zijn lange tijd van grote invloed geweest op de theorieën over soortvorming. Voor Mayr was reproductieve isolatie door geografische barrières zoals bergketens, zeestraten en brede rivieren essentieel (allopatrische soortvorming). Daarnaast onderscheidde hij peripatrische soortvorming en parapatrische soortvorming. Sympatrische soortvorming beschouwde hij met wantrouwen. Hij waarschuwde voor overschatting van het belang van het moleculair genetisch onderzoek aan de fylogenie, wat hij zag als een vorm van reductionistisch redeneren.
Bij het definiëren van een soort worden de geografische omstandigheden uiteraard pas belangrijk als de populaties duidelijk verschillen. Een klein verschil zou voldoende kunnen zijn om een nieuwe soort te definiëren, mits dit duidelijk en consequent waarneembaar is. Meestal worden zeer kleine variaties, bijvoorbeeld samenhangend met, of veroorzaakt door verschillen in standplaats, genegeerd om twee redenen: praktische hanteerbaarheid van de indeling en genetische overeenkomst. Als twee populaties zo nauw verwant zijn dat ze alleen te onderscheiden zijn aan de hand van obscure en microscopische verschillen in morfologie, of een enkele basensubstitutie in een DNA-volgorde, dan zal het aantonen van een beperking in de genenoverdracht waarschijnlijk nauwelijks mogelijk zijn.
Mogelijke criteria voor soortsonderscheid zijn:
- Het is mogelijk om tussen twee populaties een kwantitatief verschil voor een bepaalde eigenschap betrouwbaar te meten; er bestaat geen overlap. De ene populatie heeft bijvoorbeeld een dikkere vacht, een ruigere boombast, langere oren of grotere zaden dan de andere. Een dergelijk kenmerk mag binnen een populatie wel wat variëren, maar niet zodanig dat er sprake is van overlap met de andere populatie. Bij een voldoende grote steekproef, zijn er duidelijk twee gescheiden groepen aan te wijzen. Merk op dat dit betrekking heeft op populaties en niet op individuen. Het is mogelijk dat een klein aantal, uitzonderlijke individuen in een populatie net niet aan de regel voldoet. Hoe minder variabiliteit er binnen een populatie bestaat en hoe meer variabiliteit tussen de populaties, hoe sterker het argument wordt dat dit verschil significant is.
- Het is mogelijk een kwalitatief onderscheid te maken tussen de populaties; er is een kenmerk dat niet voortdurend variabel is, maar óf aan- óf afwezig. Bijvoorbeeld een karakteristieke vorm van een zaadpeul, of een extra slagpen, of een bepaald baltsgedrag, of een duidelijk verschillende DNA-volgorde. Bij insecten worden soms de verschillen in de vorm van de genitaliën gebruikt voor het indelen in soorten, omdat deze vorm vaak bepaalt of er überhaupt gepaard kan worden, waarmee de genoverdracht kan plaatsvinden.

Soms kan er niet één enkel verschil tussen soorten worden vastgesteld en moeten verschillende kenmerken tezamen worden bekeken. Dit is vooral bij planten vaak het geval. Bij twee soorten uit de Mirtefamilie (Myrtaceae) kan bijvoorbeeld niet betrouwbaar worden onderscheiden tussen Corymbia ficifolia en Corymbia calophylla, maar op populatieniveau is er een duidelijk onderscheid tussen de twee soorten, voor wat betreft de bloemen, bast, knoppen, aantal bloemen behorend bij een bepaalde boomgrootte en de vorm van de bladeren en de vruchten.
Bij gebruik van een combinatie van kenmerken om onderscheid te maken tussen twee populaties moet men een vrij klein aantal kenmerken kiezen; als er meer dan zes nodig zouden zijn is het genetisch verschil tussen de populaties waarschijnlijk klein en zal dit waarschijnlijk in de toekomst niet blijven bestaan. De gekozen kenmerken moeten bovendien onafhankelijk van elkaar zijn. Lengte en gewicht (massa) hangen bijvoorbeeld meestal sterk samen en dienen daarom als één kenmerk te worden beschouwd.

### Grenzen tussen soorten

#### Hybridisatie
Vaak is er een hybridisatiezone, een zone waar verschillende soorten met overlappende verspreidingsgebieden onderling hybridiseren. Meestal zal zo'n hybridisatiezone vertegenwoordigers van een of beide zuivere populaties bevatten, plus hybriden van de eerste generatie en terugkruisingen. De sterkte van de barrière tegen de genetische vermenging van de zuivere groepen kan worden gerelateerd aan de breedte van de hybridisatiezone ten opzichte van de verspreidingsafstand van de betrokken organismen.
Enkele voorbeelden:
- De verspreidingsafstand van een eik is de afstand waarop een vogel of eekhoorn een eikel van die boom in redelijkheid zou kunnen verplaatsen.
- De verspreidingsafstand van numbats (buidelmiereneter, Myrmecobius fasciatus) is circa 15 kilometer, de afstand die jonge numbats normaliter afleggen om een nieuw eigen territorium te vinden als ze het nest verlaten.

Hoe smaller de hybridisatiezone ten opzichte van de verspreidingsafstand, des te minder genoverdracht er plaatsvindt tussen de populaties en des te waarschijnlijker het is dat ze gescheiden evolutionaire paden zullen blijven volgen. Niettemin kan het erg lastig zijn om de toekomst met betrekking tot een hybridisatiezone te voorspellen; de beslissing of de hybridiserende populaties als een of twee soorten moeten worden beschouwd is moeilijk en potentieel controversieel.

#### Clinaal
De populatievariatie kan ook clinaal (geleidelijk) zijn: aan de extreme uiteinden (b.v. noord en zuid) van het geografische verspreidingsgebied zijn gemiddelde individuen duidelijk van elkaar verschillend, maar de overgang daartussen in het verspreidingsgebied verloopt heel geleidelijk.
Voorbeelden:
- Noord-Australische koala's zijn duidelijk kleiner en lichter dan die in het zuiden, maar er is geen duidelijke grenslijn: hoe verder naar het zuiden een koala wordt aangetroffen, hoe groter en donkerder hij gemiddeld zal zijn; Koala's in tussenliggende regionen zitten daar wat gewicht en kleur betreft tussenin. Dichter bij huis vormt de kleur van de buik van de boomklever een voorbeeld: in Scandinavië is de buik bijna wit tot lichtoranje, terwijl naar het zuiden toe tot in Midden-Europa de kleur steeds donkerder oranje wordt.
- Daarentegen gaan de zwartrugvorm (noordelijke) en witrugvorm (zuidelijke) van de zwartrugfluitvogels (Gymnorhina tibicen) niet geleidelijk in elkaar over: noordelijke populaties hebben zwarte ruggen, zuidelijke populaties witte, en er is een uitgebreide hybridisatiezone waar zowel de zuivere vormen als hybriden algemeen voorkomen. In Europa zien we iets vergelijkbaars bij de witte kwikstaart en de rouwkwikstaart die beide meestal tot dezelfde soort gerekend worden.

De variatie van de boomklevers en de koala's is clinaal, waarbij de koala's in ieder bepaald gebied op elkaar lijken. De variatie bij de fluitvogels en de kwikstaarten is niet clinaal. In beide gevallen is er onzekerheid over de juiste classificatie, maar de consensus is dat het in beide gevallen nog niet gerechtvaardigd is om van aparte soorten te spreken. De genenuitwisseling tussen de noordelijke en de zuidelijke ekster wordt wel voldoende groot geacht om ze tot ondersoorten te bestempelen (niet tot aparte soorten); maar de naadloze overgang tussen de noordelijke en zuidelijke koala's toont aan dat er een aanzienlijke genenoverdracht tussen het noorden en het zuiden plaatsvindt. Om deze reden achten experts zelfs een indeling in ondersoorten in dit geval niet juist.